# Evstafij Vasil'evič Skryplev
Evstafij Vasil'evič Skryplev (in russo Евстафий Васильевич Скрыплев?; Impero russo, ... – Impero russo, primi anni 1860) è stato un militare russo. Disertò dall'esercito russo per entrare in quello persiano della dinastia Qajar, nel quale divenne comandante del "Battaglione degli eroi" (in russo Батальон богатырей?, Batal'on Bogatyrej, in persiano گردان بهادران‎, Gordān-e Bahādorān). Ritornato in Russia, divenne un comandante del corpo dei cosacchi del Caucaso, raggiungendo il grado di atamano.

## Biografia
Non si sa molto della gioventù di Skryplev. Prima della sua diserzione era un sottufficiale del reggimento di fanteria Našeburg. Disertò nel 1828, arruolandosi nell'esercito persiano. Entrato al servizio dello scià, sposò la figlia di Samson Jakovlevič Makincev, noto come Samson Khan, un comandante russo che qualche anno prima aveva a sua volta disertato per i persiani. Makincev nominò il genero colonnello e comandante del "Battaglione degli eroi", composto da disertori russi. Makincev, che aveva la carica di generale e che aveva deciso di ritirarsi dal servizio attivo dopo la guerra russo-persiana del 1826-1828, assunse la carica onoraria di colonnello in capo del battaglione.

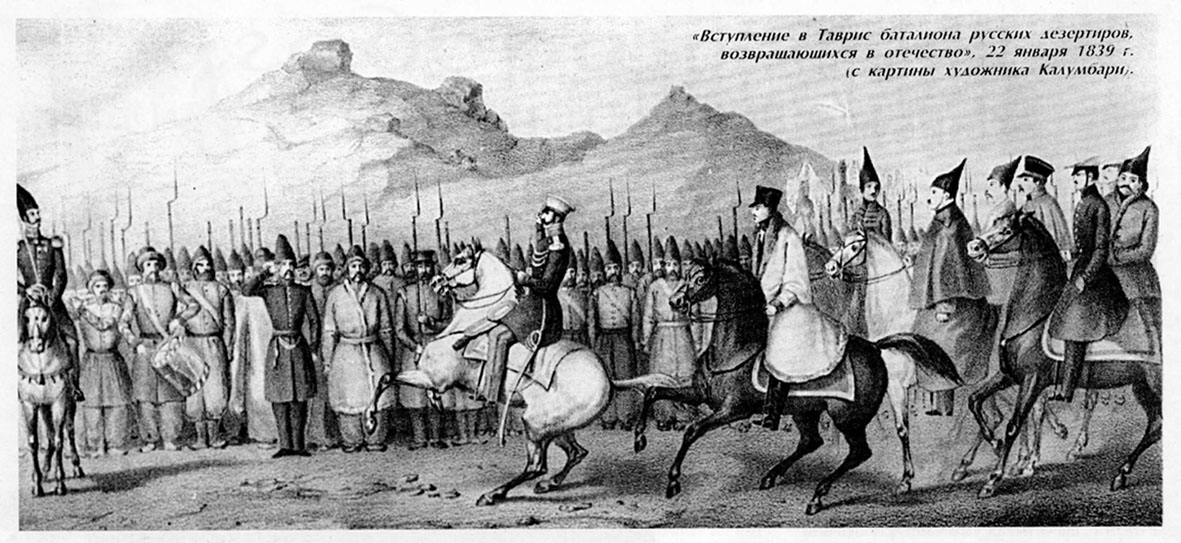
“Ingresso a Tabriz del battaglione di disertori russi di ritorno in patria, 22 gennaio 1838”. Dipinto di Franz Colombari.

A seguito delle richieste di scioglimento del "Battaglione degli eroi" da parte del governo russo, che incoraggiava il rimpatrio dei disertori, e della proclamazione di un'amnistia generale da parte dello zar Nicola I, molti soldati russi furono infine costretti a tornare in patria con le loro famiglie. Il 6 dicembre 1838 il battaglione celebrò l'onomastico di Nicola I e, secondo lo storico Aleksandr Kibovskii, Skryplev fu a tal punto sopraffatto dalla cerimonia che decise di rientrare in Russia. Questa notizia stupì Makincev; la moglie di Skryplev, che era incinta, abortì per la paura ma seguì il marito. Il 22 dicembre il battaglione lasciò Teheran e si recò a Tabriz, dove rimase 15 giorni per raccogliere le famiglie dei disertori. L'11 febbraio 1839 il battaglione attraversò il confine russo cantando e suonando i tamburi e celebrò un servizio di preghiera per la sua uscita dalla Persia. Il 5 marzo il battaglione arrivò a Tbilisi. Complessivamente, le persone che lasciarono la Persia furono 1084: 597 bogatyr, 206 donne e 281 bambini. Coloro che rimasero in Persia continuarono a prestare servizio militare per lo scià, ma non costituirono più un'unità indipendente.
Tra i disertori rientrati in Russia, gli uomini sposati furono arruolati nel corpo cosacco della linea del Caucaso. Gli uomini non sposati furono assegnati ai battaglioni di linea finlandesi e ai battaglioni della guarnigione di Arcangelo; i loro anni di servizio in Persia furono conteggiati come se fossero stati prestati nell'esercito russo. Trenta uomini ormai anziani furono rimandati nella loro patria d'origine. Gli ufficiali polacchi tornarono a casa. Tutti coloro che si erano convertiti all'islam ricevettero una dispensa della chiesa ortodossa russa per la loro "rinuncia alla fede, causata dal lungo soggiorno in Persia e da circostanze estreme".
Skryplev ottenne il grado di sotnik (tenente) nel corpo cosacco della linea del Caucaso. Per il coraggio dimostrato durante la guerra caucasica salì al grado di esaul (capitano) e divenne atamano dell'insediamento cosacco di Čamlyk. Gli ex disertori russi del corpo cosacco del Caucaso continuarono a considerarlo loro capo, e la sua parola era “legge assoluta per noi cosacchi persiani”. Negli ultimi anni di vita la sua vista si indebolì, presumibilmente a causa dell'"uso costante di henné per colorare, in stile persiano, le sopracciglia e le palpebre". Secondo lo storico Aleksandr Kibovskii, Skryplev morì all'inizio del 1860.
L'esperienza persiana di Skryplev e di altri disertori, che avevano vissuto in una società che l'Impero russo stava tentando di conquistare e annettere, fu importantissima per l'integrazione del corpo cosacco in territori musulmani. La vita di Skryplev fornisce una prova evidente della facilità con cui i disertori abbandonavano e abbracciavano ruoli e lealtà diverse.